# Косово и Метохија у Народноослободилачкој борби
Народноослободилачку борбу на Косову и Метохији водили су заједно југословенски и албански партизани против италијанских и немачких окупатора и албанских балиста. План је био да се након рата Косово прикључи Албанији, а НР Албанија са Југославијом уђе у федерацију, што услед раскида Тита и Стаљина није остварено.

## Италијанска окупација
Између 1941. и 1945. године, за време окупације Сила Осовине, Краљевина Италија је анектирала највећи део Косова и прикључила марионетској Краљевини Албанији, под италијанским протекторатом (види: Велика Албанија). Мање делове Косова заузели су Немци и Бугари. Италијани се приказују као ослободиоци Албанаца, уводе албански језик у управи и школству, и дозвољавају употребу албанске заставе. Од Албанаца су формирали јединице помоћне полиције, батаљон фашистичке милиције и разне добровољачке квислиншке формације. Због терора окупатора и албанских квислиншких одреда, велики број Срба и Црногораца се исељава са Косова. Бројни српски и црногорски колонисти су протерани назад у Црну Гору и Србију, а многи су убијени.

## Почеци отпора
У октобру 1941. је основан Метохијски партизански одред, састављен углавном од Срба и Црногораца. Албанцу у почетку нису прилазили партизанима јер нису желели обнову Југославије. У јесен 1942. је формиран Главни штаб за Космет и први албански одред "Зејнел Ајдини". Шарпланински народноослободилачки партизански одред је почетком 1943. ујединио делове реорганизованих албанских одреда „Зејнел Ајдини“ и „Емин Дураку“, и српских и црногорских партизанских чета, те је у то време имао око 220 бораца. Од априла 1943. на Шар-планини је боравио делегат Врховног штаба и ЦК КПЈ Светозар Вукмановић Темпо, чиме је учињен напредак у организовању оружане борбе против окупатора. Истог месеца, априла 1943. погинули су Боро Вукмировић и Рамиз Садику, чланови ЦК КП. Упркос свим напорима, до коначног ослобођења Југославије, на Косову и Метохији није било слободне територије и партизани су дејствовали у врло тешким условима. Такође, током Другог светског рата на територији Косова деловале су и четничке јединице Косте Миловановића Пећанца, које су починиле бројне злочине над становницима албанских села на граници Косова и Санџака.

## Немачка окупација
Након капитулације Италије 1943. године, Немци окупирају Албанију и Косово. Немци формирају квислиншке организације Другу призренску лигу 16. септембра 1943. и Косовски пук (Регјимент Косова) крајем 1943. године. Јануара 1944. је одржана Бујанска конференција, на којој је Народноослободилачки одбор Косова донео одлуку о прикључењу Косова Албанији. Одлука косовских партизана о прикључењу Косова Албанији није спроведена због великог утицаја Срба и Црногораца у југословенском комунистичком врху.
Немци и балисти су средином фебруара 1944. године отпочели нападе на партизанске јединице на Косову и успели скоро да униште Главни штаб НОВ за Косово. Тек средином 1944. дошло је до масовнијег развоја устанка и од јуна је формирано укупно око 7 бригада НОВ, под именом косовско-метохијске бригаде. У октобру 1944. почело је повлачење немачке војске (група армија Е) из Грчке преко Косова, и почела је Косовска операција, којом је требало уништити главнину немачких снага. У томе се није успело, али подручје заузимају југословенски партизани после повлачења Немаца у новембру 1944. године.

## Ослобођење
Након ослобођења Косова од Немаца, у децембру 1944. у већем делу Косова дошло је до масовне побуне Албанаца (тзв. балистичка побуна), који нису желели да поново потпадну под југословенску односно комунистичку власт. Главно жариште тога устанка било је у Дреници. Врховни штаб НОВ и ПОЈ послао је око 30.000 војника ЈНА ради гушења устанка. Најтеже борбе су вођене у Дреници, а затим у Урошевцу, Гњилану и Косовској Митровици. У току борби долазило је до одмазди над становништвом које је подржавало устанак. Дана 8. фебруара 1945. године је заведена Војна управа на Косову и Метохији. Овим мерама је тек у марту 1945. сломљен главни отпор албанских побуњеника. У сламању побуне су учествовале и две бригаде Народноослободилачке војске Албаније.
Према послератном споразуму Тито-Хоџа, Албанија је заједно са Косовом требало да буде седма република Југославије, а планирано је и да обе земље постану чланице Балканске федеративне републике. Међутим, ови планови су пропали након резолуције Информбироа.